# Siren Charms
Siren Charms ist das elfte Studioalbum der schwedischen Metal-Band In Flames. Das Album erschien am 9. September 2014 über Century Media. Es ist das letzte Album mit dem langjährigen Schlagzeuger Daniel Svensson, der 2015 die Band verließ.

## Entstehung und Veröffentlichung
Das Album wurde im Dezember 2013 mit Daniel Bergstrand und Roberto Laghi in den Hansa Studios in Berlin aufgenommen. Die Band entschied sich für Rusted Nail als Leadsingle, die vorab am 13. Juni 2014 veröffentlicht wurde. Kurze Zeit später wurde auch Through Oblivion per Online-Streaming veröffentlicht. Am 9. September 2014 wurde ein Musikvideo zum Titel Everything’s Gone veröffentlicht, am 15. Februar 2015 schließlich ein Video zu Paralyzed.

## Titelliste
Alle Titel wurden von Anders Fridén und Björn Gelotte geschrieben.
| Nr.          | Titel                                        | Länge |
| ------------ | -------------------------------------------- | ----- |
| 1.           | In Plain View                                | 4:05  |
| 2.           | Everything’s Gone                            | 3:24  |
| 3.           | Paralyzed                                    | 4:15  |
| 4.           | Through Oblivion                             | 3:37  |
| 5.           | With Eyes Wide Open                          | 3:58  |
| 6.           | Siren Charms                                 | 3:05  |
| 7.           | When the World Explodes (feat. Emilia Feldt) | 4:39  |
| 8.           | Rusted Nail                                  | 4:55  |
| 9.           | Dead Eyes                                    | 5:23  |
| 10.          | Monsters in the Ballroom                     | 3:53  |
| 11.          | Filtered Truth                               | 3:31  |
| Gesamtlänge: | Gesamtlänge:                                 | 44:43 |

| Nr. | Titel          | Länge |
| --- | -------------- | ----- |
| 12. | Become the Sky | 4:01  |

| Nr. | Titel     | Länge |
| --- | --------- | ----- |
| 12. | The Chase | 4:57  |

## Rezeption
Das Album erhielt gemischte Bewertungen. Durch Metacritic wurde eine Durchschnittswertung von 52 von 100 basierend auf vier Kritiken errechnet. Gregory Heaney von AllMusic schrieb, Siren Charms „ein bisschen zu gewöhnlich“, wenngleich es „ein solide geschriebenes und aufgenommenes Metalalbum“ sei, das Fans des letzten Materials der Band mögen würden. Die Bewertung lag bei drei von fünf Sternen. Kyle Ward von Sputnikmusic verriss das Album als „einen unverzeihlichen Fehltritt, der Schwächen sowohl in puncto Songwriting als auch in der Ausführung enthalte, die so eine Veteranenband eigentlich sehen und korrigieren müsste.“ Die Bewertung lag bei 1,5 von fünf.